# 十日町自動車学校
株式会社十日町自動車学校（とおかまちじどうしゃがっこう）は、新潟県十日町市にある指定自動車教習所を運営する企業である。

## 習得可能免許
- 普通自動車（MT・AT）使用車両…トヨタ・カローラアクシオ（E16#型）
- 準中型自動車
- 中型自動車（2007年6月迄の旧免許制度時代は大型自動車）
- 大型特殊自動車
- 普通自動二輪車 (小型限定)
- 普通自動二輪車
- 大型自動二輪車

## 特色
2007年1月1日から2008年12月31日までの普通自動車免許取得者の事故率が0.35%であり、新潟県内の自動車学校の中で一番低い事故率を記録した（県内平均は1.38%）。新潟県警ホームページ

## 学校周辺
- 国道117号
- 十日町駅（JR飯山線・北越急行ほくほく線）
- 十日町市役所
- 十日町警察署
- 新潟県立十日町高等学校
- 原信十日町店

## 交通アクセス
- 十日町駅（JR・ほくほく線）より徒歩15分
- 送迎バスは「十日町市内方面」「旧川西町・下条方面」「旧中里村・津南町方面」の3系統